# سیارک ۲۶۷۲۸
سیارک ۲۶۷۲۸ (به انگلیسی: 26728 Luwenqi، نامگذاری:2001HM10)۲۶۷۲۸مین سیارک کشف شده‌است که در ۱۶ آوریل ۲۰۰۱ کشف شد.